# Kanton Brignoles
Der Kanton Brignoles ist seit 1790 ein französischer Wahlkreis in den Arrondissements Brignoles und Draguignan im Département Var. Hauptort des Kantons ist die Stadt Brignoles.

## Gemeinden
Der Kanton besteht aus zwölf Gemeinden mit insgesamt 41.474 Einwohnern (Stand: 1. Januar 2022) auf einer Gesamtfläche von 412,07 km²:
| Gemeinde             | Einwohner 1. Januar 2022 | Fläche km² | Dichte Einw./km² | Code INSEE | Postleitzahl | Arrondissement |
| -------------------- | ------------------------ | ---------- | ---------------- | ---------- | ------------ | -------------- |
| Brignoles            | 17.846                   | 70,53      | 253              | 83023      | 83170        | Brignoles      |
| Carcès               | 3.407                    | 35,76      | 95               | 83032      | 83570        | Brignoles      |
| Correns              | 891                      | 37,06      | 24               | 83045      | 83570        | Brignoles      |
| Cotignac             | 2.166                    | 44,26      | 49               | 83046      | 83570        | Brignoles      |
| Entrecasteaux        | 1.132                    | 32,11      | 35               | 83051      | 83570        | Brignoles      |
| La Celle             | 1.647                    | 21,00      | 78               | 83037      | 83170        | Brignoles      |
| Le Val               | 4.257                    | 39,34      | 108              | 83143      | 83143        | Brignoles      |
| Montfort-sur-Argens  | 1.464                    | 11,92      | 123              | 83083      | 83570        | Brignoles      |
| Rougiers             | 1.700                    | 20,53      | 83               | 83110      | 83170        | Brignoles      |
| Saint-Antonin-du-Var | 808                      | 17,64      | 46               | 83154      | 83510        | Draguignan     |
| Tourves              | 5.220                    | 65,62      | 80               | 83140      | 83170        | Brignoles      |
| Vins-sur-Caramy      | 936                      | 16,30      | 57               | 83151      | 83170        | Brignoles      |
| Kanton Brignoles     | 41.474                   | 412,07     | 101              | 8301       | –            | –              |

Bis zur Neuordnung gehörten zum Kanton Brignoles die sechs Gemeinden Brignoles, Camps-la-Source, La Celle, Le Val, Tourves und Vins-sur-Caramy. Sein Zuschnitt entsprach einer Fläche von 235,26 km2. Er besaß vor 2015 einen anderen INSEE-Code als heute, nämlich 8305.